# Roiul Raței Sălbatice
Roiul Raței Sălbatice, cunoscut și sub denumirile M11 și NGC 6705, este un roi deschis situat la circa 1,877 de pc de Terra, în constelația Scutul, (cunoscută și ca Scutul lui Sobieski), și care face parte din Catalogul Messier, întocmit de astronomul francez Charles Messier.    
Este cel mai bogat roi deschis din Catalogul Messier, conținând circa 3.000 de stele.
A fost descoperit de Gottfried Kirch în 1681.

## Caracteristici
Diametrul aparent al roiului variază de la simplu la dublu, potrivit estimărilor. Roiul este foarte dens: distanța medie dintre stelele sale  este de doar un an lumină. Această densitate permite să i se atribuie tipul I, 2,r. Populația de stele ale roiului, care conține câteva gigante galbene foarte luminoase, indică o vârstă de 220 de milioane de ani. Steaua cea mai strălucitoare a roiului are o magnitudine de 8,5.

## Observare
Roiul se află la 1,5° la sud-est de steaua beta a Scutului lui Sobieski.
Magnitudinea de 5,8 a roiului o face vizibilă cu ajutorul unui binoclu sub forma unei pete difuze. Un telescop de 114 mm permite să se discearnă numeroase stele. Vederea devine magnifică folosind un telescop de 200 mm, care arată un obiect cu densitate stelară foarte mare și asemănător, până aproape de confuzie, cu un frumos roi globular.